# William Jackson Hooker
William Jackson Hooker FRS (6 de julio de 1785 - 12 de agosto de 1865) fue un ilustrador botánico, botánico, micólogo, pteridólogo, briólogo, y algólogo inglés.

## Biografía
Hooker nació en Norwich. Su padre, Joseph Hooker de Exeter, era miembro de la misma familia que el conocido Richard Hooker, ferviente estudioso de la literatura alemana y apasionado horticultor de plantas raras. Educó al hijo en la escuela superior de Norwich, con una libertad que le permitía viajar y como esparcimiento estudiar la Historia Natural, especialmente ornitología y entomología. Por recomendación de James Edward Smith, a quien había consultado respecto a un musgo raro, centró su atención en la Botánica.
A sugerencia de Sir Joseph Banks, hizo su primera expedición botánica a Islandia, en el verano de 1809, pero los especímenes que había recolectado, con las notas y los dibujos, se perdieron en el viaje de regreso a casa, al incendiarse el barco, del cual, el joven botánico pudo escapar por poco. Sin embargo una buena recopilación de vivencias con los habitantes de la isla y de su Flora se pudo publicar en un libro de título: "Tour in Iceland", 1809, de circulación restringida en 1811, y reimpreso en 1813.
En 1810-1811 Hooker hizo una preparación extensiva y grandes sacrificios económicos con vista de acompañar a Sir Robert Brownrigg a Ceilán, pero la situación inestable de la isla condujo al abandono de la expedición en proyecto.
En 1814 pasó nueve meses en excursiones de recolecta de especímenes botánicos por Francia, Suiza y norte de Italia.
En 1815 se casó con la hija mayor de Mr Dawson Turner, banquero, de Great Yarmouth.
Asentado en Halesworth, Suffolk, se prometió a sí mismo la creación de su herbario, el cual tuvo un reconocimiento entre los botánicos a nivel mundial.
En 1816 se publicó su primer trabajo científico, el British Jungermanniae. A esto siguió una nueva edición de Flora Londinensis de William Curtis, para la cual escribió las reseñas (1817-1828); una reseña para la Plantae cryptogamicae de Alexander von Humboldt y Aimé Bonpland; y para la Muscologia, una completa recopilación de los musgos del Reino Unido e Irlanda, preparado conjuntamente con Thomas Taylor (1818); y por su Musci exotici (2 vols. 1818-1820), dedicado a los nuevos musgos foráneos, y otras plantas criptógamas.
En 1820 se le adjudicó a Hooker la Cátedra de Botánica de la Universidad de Glasgow donde pronto se hizo popular como lector, debido a su estilo a un tiempo rápido y claro. Al año siguiente saca a la luz su Flora Scotica, en la que el método natural de clasificación de las plantas británicas fue coordinado con el artificial.
Fue principalmente por los esfuerzos de Hooker, por lo que los botánicos eran incluidos, a partir de entonces, en las expedidiones de ultramar, organizadas por el gobierno. Mientras sus obras iban en aumento, su herbario se iba incrementando a un tiempo gracias a los invalorables incrementos procedentes de todas partes del globo, y su posición como botánico mejoró notablemente.
Se le nombró Caballero de Hanover en 1836 y en 1841 fue designado director del Real Jardín Botánico de Kew, por la dimisión de William Aiton. Bajo su dirección los jardines aumentaron de superficie, pasando de 4 a 30,4 ha, con un arboretum de 84 ha), se construyeron nuevos invernaderos de cristal, y fundó un museo de "La Botánica en la economía". Estando comprometido en la Synopsis filicum con John Gilbert Baker cuando sufrió el ataque de una enfermedad de garganta de la que había un brote epidémico en Kew, causándole la muerte.
Le sucedió en el puesto que ocupaba en el Real Jardín Botánico de Kew su hijo Joseph Dalton Hooker.

## Otros trabajos
Hooker preparó o editó numerosas obras, las más importantes son las que siguen:
- Botanical Illustrations. 1822
- Exotic Flora, indicating such of the specimens as are deserving cultivation. 3 vols. 1822-1827
- Account of Sabine's Arctic Plants. 1824
- Catalogue of Plants in the Glasgow Botanic Garden. 1825
- the Botany of Parry's Third Voyage. 1826
- The Botanical Magazine. 38 vols. 1827-1865
- Icones Filicum, con el Dr R. K. Greville. 2 vols. 1829-1831
- British Flora, apareciendo varias ediciones, bajo el Dr G. A. W. Arnott & Co. 1830
- British Flora Cryptogamia. 1833
- Characters of Genera from the British Flora. 1830
- Flora Boreali-Americana. 2 vols. 1840, siendo sobre las recolectas botánicas en la Norteamérica Británica del viaje de Sir John Franklin
- The Journal of Botany. 4 vols. 1830-1842
- Companion to the Botanical Magazine. 2 vols. 1835-1836
- Icones plantarum. 10 vols. 1837-1854
- the Botany of Beechey's Voyage to the Pacific and Behring's Straits (con el Dr Arnott, 1841)
- the Genera Fiticum. 1842, con los dibujos coloreados originales de F. Bauer, con añadidos y reseñas descriptivas
- The London Journal of Botany. 7 vols. 1842-1848
- Notes on the Botany of the Antarctic Voyage of the Erebus and Terror. 1843
- Species filicum. 5 vols., 1846-1864, trabajo típico de este tema
- A Century of Orchideae. 1846
- Journal of Botany and Kew Garden Miscellany. 9 vols. 1849-1857
- Niger Flora. 1849
- Victoria Regia. 1851
- Museums of Economic Botany at Kew. 1855
- Filices exoticae. 1857-1859
- The British Ferns. 1861-1862
- A Century of Ferns. 1854
- A Second Century of Ferns. 1860-1861

## Reconocimientos
- Miembro de la Royal Society

## Eponimia
Géneros
- (Poaceae) Hookerochloa E.B.Alexeev[1]

Especies (+ de 1000 registros)
- (Orchidaceae) × Hookerara hort.[2]
- (Acanthaceae) Didyplosandra hookeri (Nees) Bremek.[3]
- (Elaeocarpaceae) Crinodendron hookerianum (Gay[4]
- La abreviatura «Hook.» se emplea para indicar a William Jackson Hooker como autoridad en la descripción y clasificación científica de los vegetales.[5]

(anthurium) hookerii